# Yuzo Kurihara
Yuzo Kurihara, född 18 september 1983 i Yokohama, Japan, är en japansk fotbollsspelare som spelar för japanska Yokohama F. Marinos.